# Smirne
Smirne (AFI: /ˈzmirne/; in turco İzmir; in greco Σμύρνη?, Smýrni, [ˈsmiɾni]; in greco antico: Σμύρνη?, Smýrne, [ˈsmýrnɛː] oppure Σμύρνα, Smýrna, [ˈsmýrnaː]) è una città di 4 224 000 abitanti della Turchia centro-occidentale, la terza del paese per numero di abitanti dopo Istanbul e Ankara, capoluogo della provincia omonima.
Grande ed efficiente porto situato sull'omonimo golfo, nel Mar Egeo, è un importante polo industriale e delle comunicazioni, nonché un centro culturale e turistico di grande rilievo. Konak costituisce il centro storico della città.

## Geografia fisica

### Territorio
La città è situata in una zona marcatamente collinare, con rilievi che possono arrivare a superare i 300 m s.l.m.. A nord della città si sviluppa un'ampia pianura utilizzata per l'agricoltura: questa pianura corrisponde all'ampia vallata del fiume Gediz. In questa pianura si sviluppano le principali vie di comunicazione della città che la collegano al nord del paese e ad Ankara. Il suo porto si sviluppa in un ampio golfo che ne ha facilitato il grande sviluppo: rivestono ancora oggi grande importanza i collegamenti marittimi che partono dalla città e sono diretti verso le coste dell'Egeo.

### Clima
Smirne è caratterizzata da estati calde e inverni miti e piovosi. Le precipitazioni nell'arco dell'anno sono di 706 mm; concentrate per il 77% (543 mm) da novembre a marzo. Le temperature massime in inverno sono mediamente comprese fra i 12 e i 14 °C. I mesi estivi (fra giugno e settembre) hanno una temperatura media di oltre 28 °C.

## Etimologia
Il nome "Smirne" ("Smyrna" in greco antico) significa "mirra", pertanto si riferisce alla presenza di tale arbusto nella zona dove la città è stata fondata.
Izmir è il nome turco, ufficializzato solo nel 1930. Nasce probabilmente dalla corruzione del nome più il prefisso Is- e il cambiamento della S in Z come accadde per Nicea (ora İznik). In greco come anche in italiano e in altre lingue il nome classicizzante derivato dall'antico Σμύρνη, Smyrnē è rimasto consolidato nel lessico al posto del più recente nome turco.

## Storia

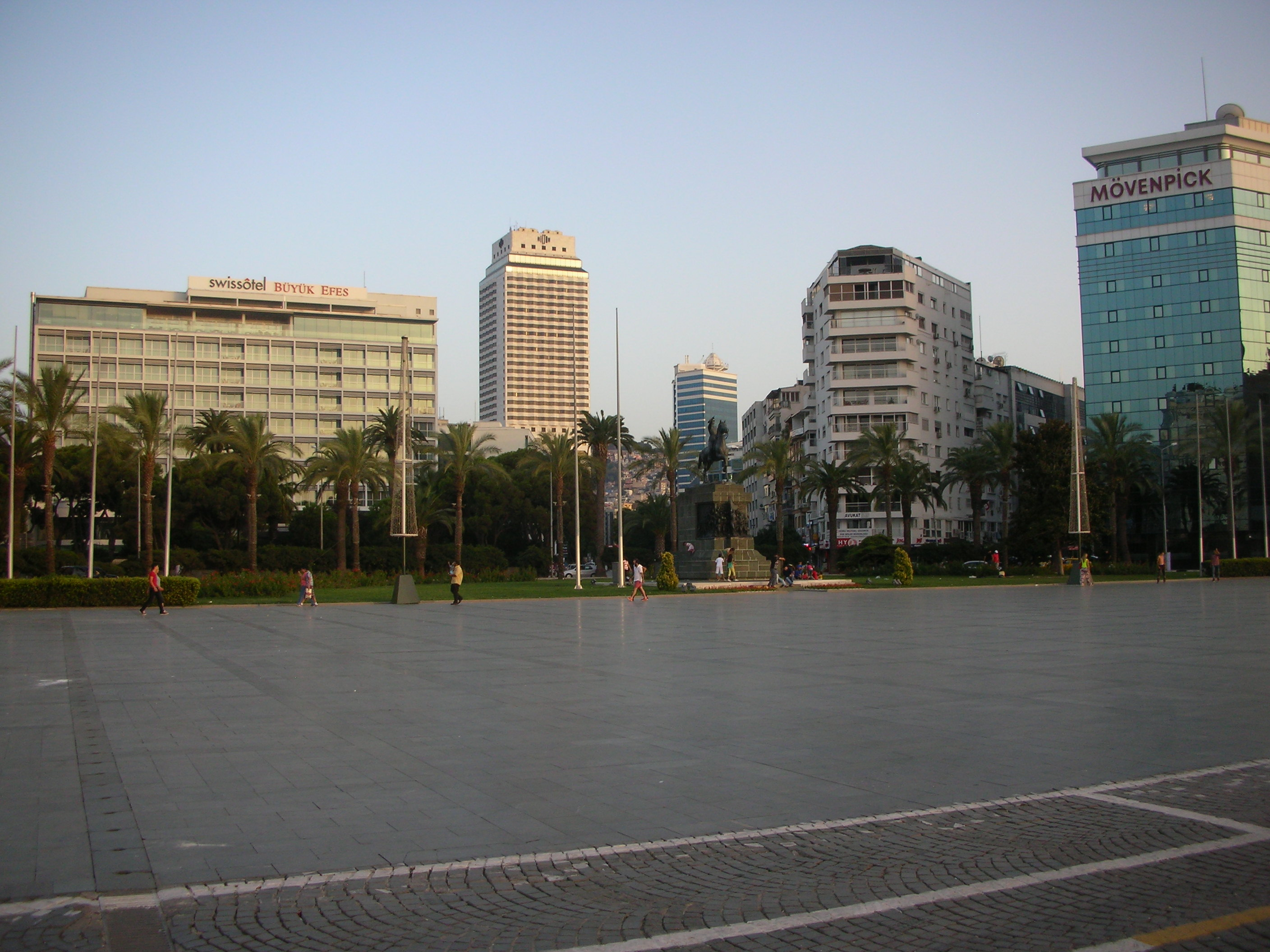
Cumhuriyet Meydanı (Piazza della Repubblica) a Smirne.

Il primo insediamento umano a Smirne può risalire al III millennio a.C. Si pensa che il suo sviluppo sia coinciso con quello di Troia. Intorno al 1500 a.C. essa venne occupata dagli Ittiti, ma con la caduta di Troia e della capitale Ḫattuša l'impero ittita entrò in crisi.
Nell'VIII secolo a.C., passata sotto il controllo di Mileto, Smyrna fondò diverse colonie in Libano, Siria, Grecia e lungo le sponde del Mar Nero, le quali la resero non più un piccolo villaggio, ma una vivace e ricca città commerciale. Nel 699 entrò a far parte della Lega ionica, dopo aver formato insieme ad altre città eoliche una dodecapoli con sede presso il Santuario di Apollo di Grineo. Nel 688 fu espugnata dagli Ioni di Colofone. Cessò quindi di essere sotto l'influenza della Cuma eolica, città dedita alla coltura della vite e al culto di Dioniso, attestato dal conio del bicchiere monoansato nelle monete che cirolavano a partire dal 320 a.C.
La sua prosperità attirò l'interesse dei Persiani, i quali la occuparono, causandone così la decadenza e la distruzione. Rifondata da Alessandro Magno nel 333 a.C., essa divenne romana nel 133 a.C. e, in seguito, subì un terremoto disastroso che la devastò nel 178, cosicché l'imperatore Marco Aurelio ordinò di ricostruirla.

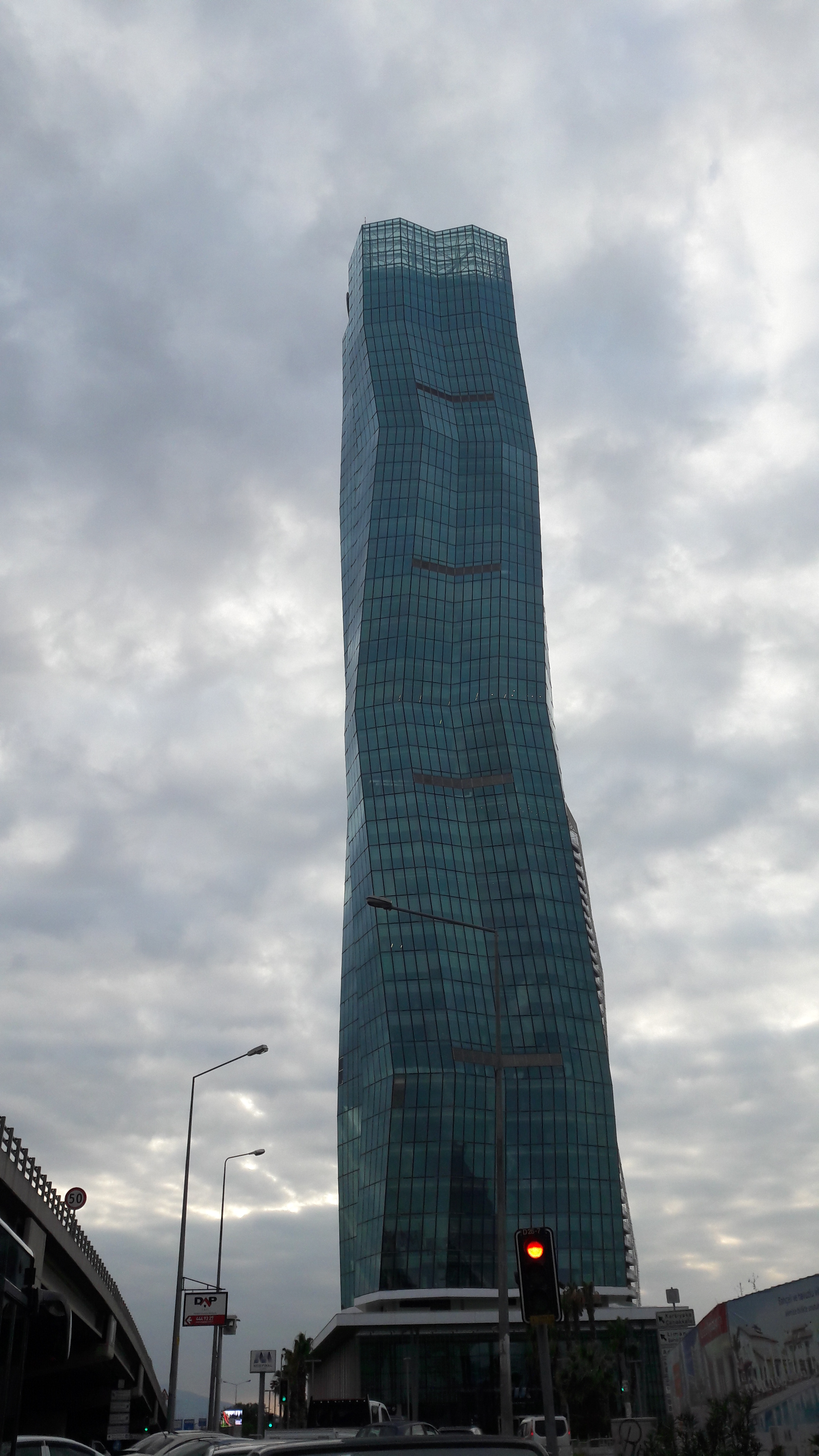
Il grattacielo "Mistral Office Tower" a Smirne.

Sotto l'Impero bizantino il suo sviluppo si fermò, soprattutto a causa della crescita d'importanza della vicina Efeso. La ripresa del commercio medievale (soprattutto quello dei beni di lusso) sotto gli imperatori macedoni (867-1057) resero nuovamente importante Smyrna grazie alla sua posizione strategica. Ma nel 1076 essa fu occupata dai Turchi Selgiuchidi e decadde, non riuscendo a rifiorire neanche dopo la riconquista comnena avvenuta nel 1098.
Fu ceduta ai Genovesi nel 1261 e nacque allora una piccola colonia genovese. Successivamente fu ceduta da questi ai cavalieri ospitalieri (1320-1402) e infine conquistata dai turchi ottomani, che la possedettero per più di cinque secoli.

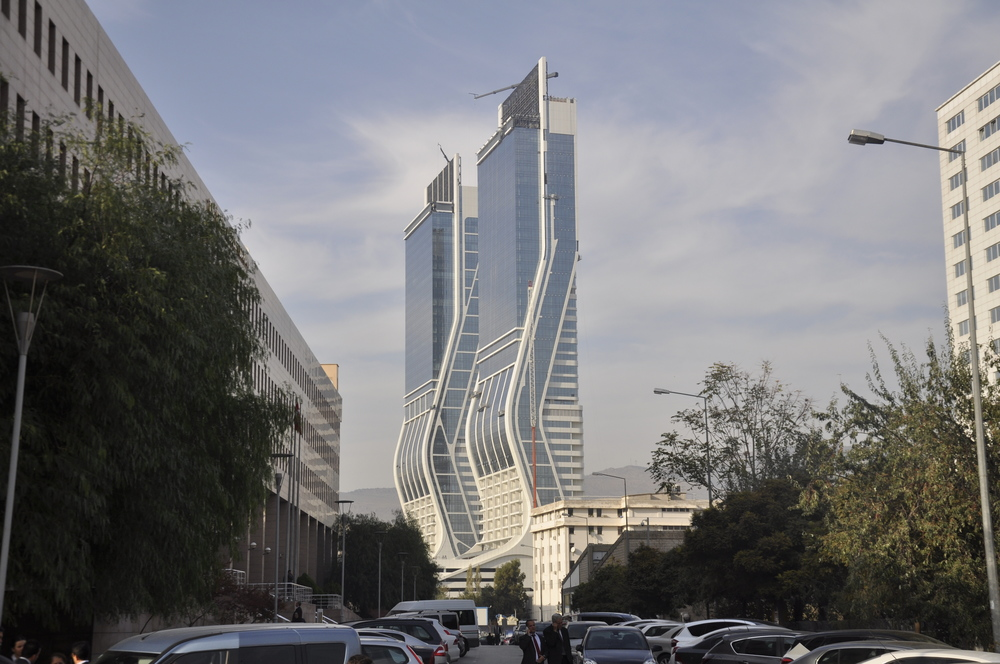
Le torri "Folkart Towers" a Smirne.

Sotto il dominio ottomano la città divenne un importante scalo commerciale, snodo fra le piste carovaniere dell'Asia e le rotte mediterranee. La sua popolazione era un modello tipico della società ottomana, multi-etnica, multi-confessionale e poliglotta. Gli stessi turchi la chiamavano gâvur Izmir cioè l'infedele Smirne, in riferimento all'alta percentuale di non musulmani (greci, armeni, ebrei, levantini) residenti in città. Secondo il censimento ottomano del 1893 circa la metà della popolazione cittadina era musulmana e i greci costituivano la più importante minoranza.
Il trattato di Sèvres (1920), conseguente alla sconfitta ottomana nella prima guerra mondiale assegnò l'amministrazione di Smirne alla Grecia. Dopo l'invasione greca del 1919 dell'Asia minore e la sconfitta greca a Dumlupınar, la città fu riconquistata dall'esercito turco repubblicano comandato da Mustafa Kemal più noto come Atatürk (padre dei turchi) (1922) e dopo giorni di massacri contro i Greci e gli Armeni, Smirne venne data alle fiamme che distrussero gran parte della città vecchia. Durante l'incendio, tra devastazioni e saccheggi, le popolazioni cristiane, cercarono, per lo più invano, una via di fuga via mare, tentando di raggiungere le navi dell'Intesa che erano alla fonda nel porto. Grazie anche all'opera di don Policarpo Scagliarini solo alcune migliaia di Armeni ed ortodossi, relativamente pochi, trovarono scampo a quella che W. Churchill definì “un’orgia infernale”, e trovarono rifugio in Grecia e in Italia.

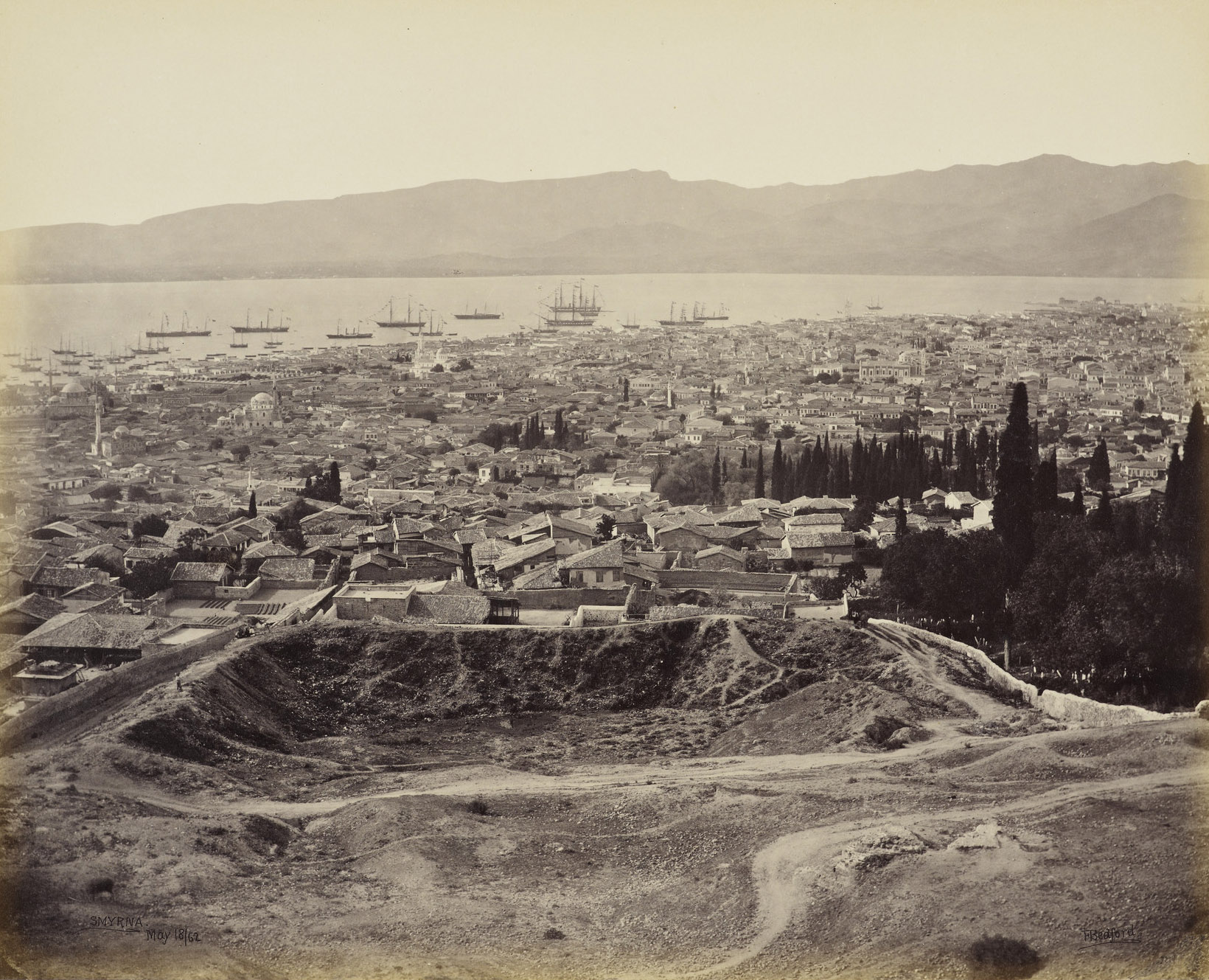
Veduta di Izmir e del porto (1862).
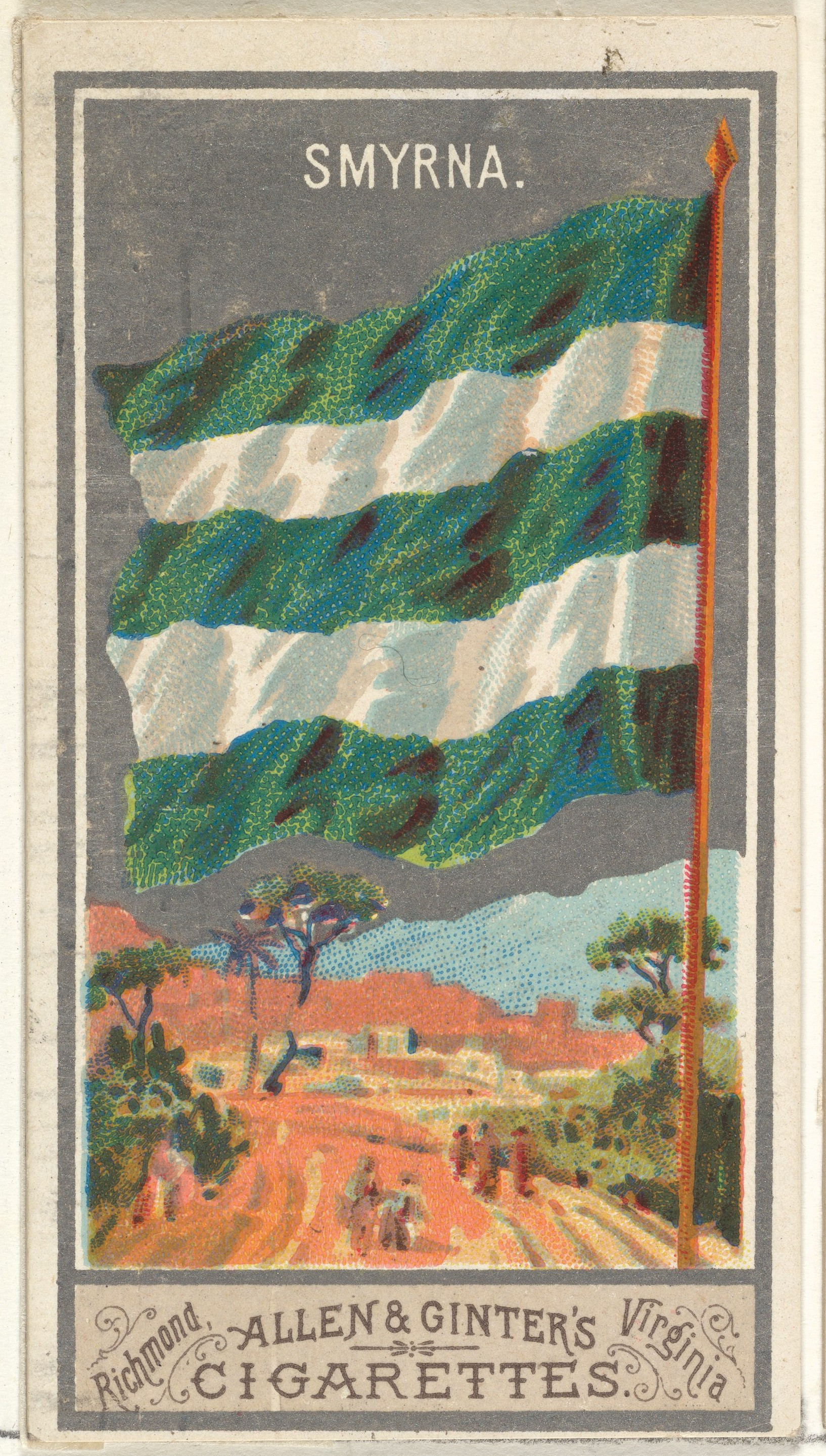
La bandiera di Smirne, utilizzata nel commercio dal XVII al XX secolo, raffigurata su una carta collezionabile (1887).
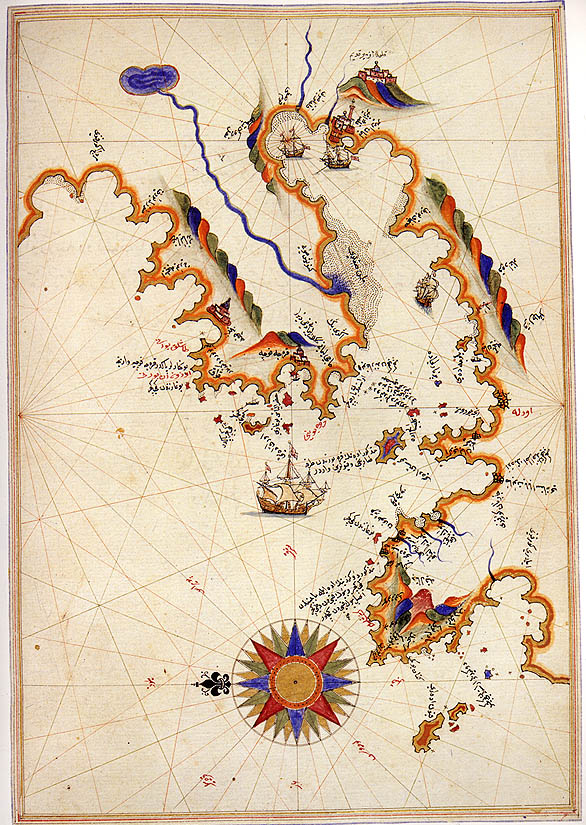
Mappa di Smirne di Piri Reìs.

## Monumenti e luoghi d'interesse
Smirne è una città turistica che vanta un buon sistema di accoglienza. Grazie anche al mite clima invernale e ai numerosi luoghi d'arte ricchi di storia, è visitata da molti turisti. Il quartiere di Alsancak ha ospitato dal '700 fino all'avvento della Repubblica una numerosa comunità italiana.
Oltre ai musei, notevoli sono l'agorà ricostruita da Marco Aurelio, la chiesa di San Policarpo, il mercato coperto (Kemeraltı), ricco di moschee e sinagoghe, e una grande varietà di parchi. Nei dintorni si trovano diversi centri cittadini antichi, alcuni molto noti, fra cui Efeso, Laodicea, Filadelfia, Sardi, Tiatira e Pergamo che insieme con Smirne formano le sette Chiese citate da san Giovanni nel libro dell'Apocalisse.

## Società

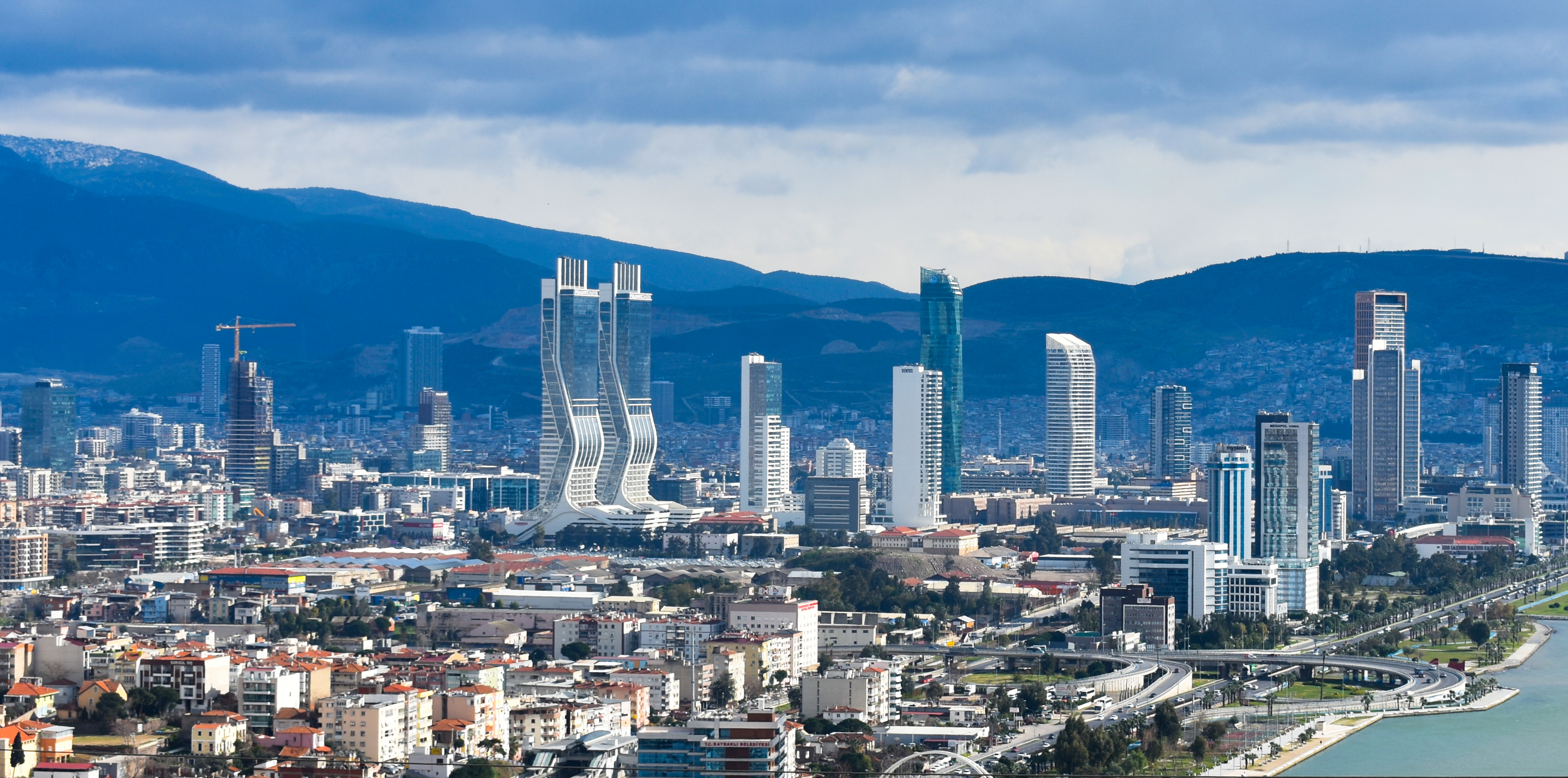
Il quartiere Bayraklı a Smirne.

La storica natura cosmopolita della città ha fatto di Smirne una delle principali roccaforti del kemalismo e della cultura liberale di tutto il Paese. A differenza di gran parte del resto della Turchia, a Smirne il consumo di bevande alcoliche, in particolare del Rakı, è tendenzialmente più diffuso. Il Partito Popolare Repubblicano rappresenta il partito tradizionalmente più votato in città.
La città è sede della seconda comunità ebraica più numerosa della Turchia, dopo quella di Istanbul, ed è stimata a 2 500 membri. La comunità è tradizionalmente concentrata nel quartiere di Karataş. Le principali figure della comunità ebraica cittadina includono Sabbatai Zevi e Darío Moreno.

## Cultura

### Musei
- Museo archeologico
- Museo etnografico
- Museo di storia e arte
- Museo Atatürk
- Agorà
- Kadifekale (castello)
- Museo marittimo di İnciraltı
- Museo d'arte e scultura
- Museo d'arte Selçuk Yaşar
- Museo di storia cittadina Ahmet Priştina
- Museo della storia commerciale di Smirne
- Casa museo di Latife Hanım
- Magione di Uşakizade
- Museo ferroviario di Smirne

## Sport

### Calcio
La città è sede di varie squadre di calcio: Göztepe, Altay, Altınordu, Menemen, Karşıyaka e Bucaspor.

### Motori
A Smirne è situato l'İzmir Park, circuito che ospita gare di auto, moto e go-kart.

## Economia

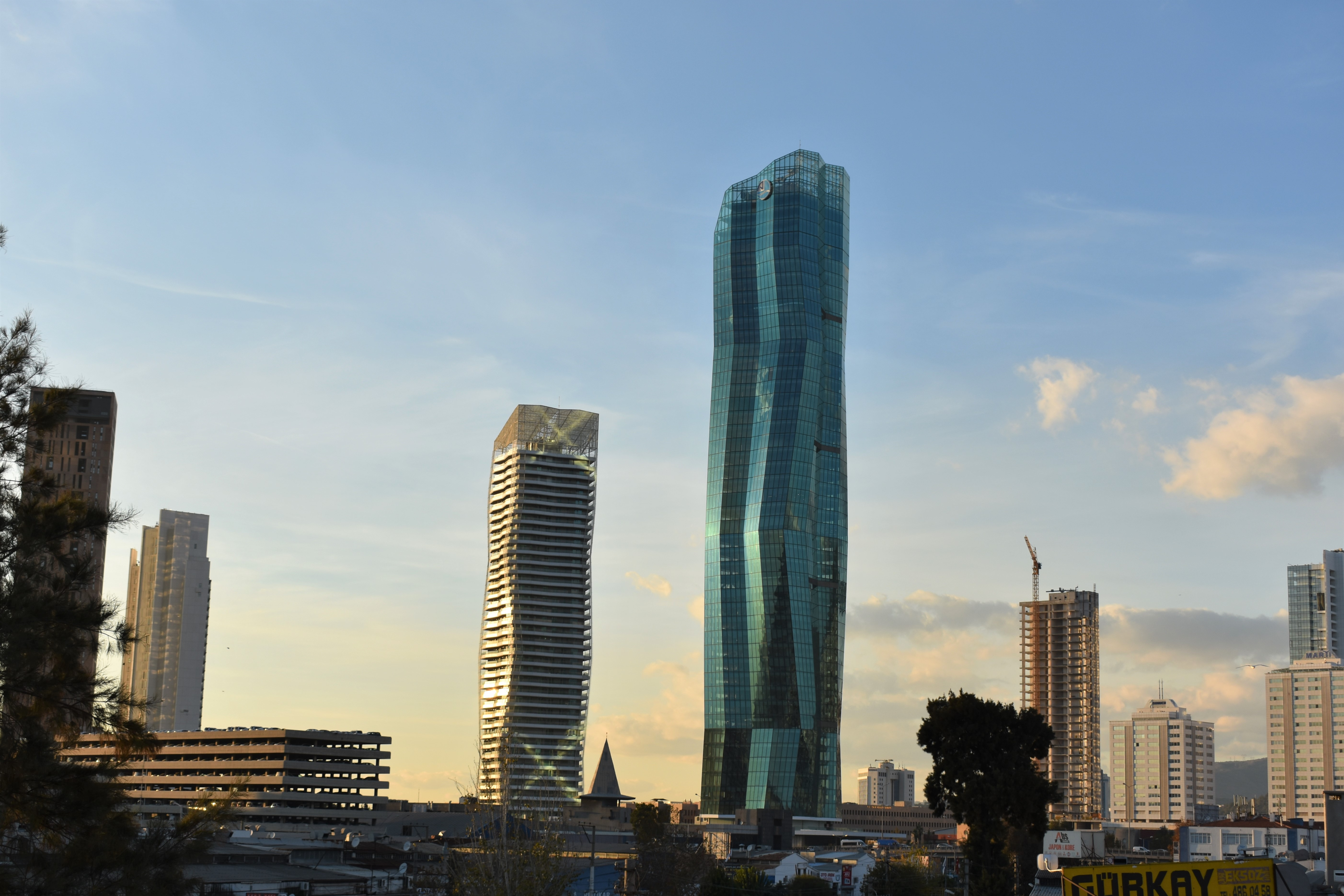
Grattacieli nel quartiere Bayraklı a Smirne, verso il nord del centro storico della città.

Oggi Smirne è centro commerciale e importante porto per l'esportazione di prodotti agricoli (frumento, mais, olio, agrumi, uva, fichi, tabacco, cotone, pelli, ecc.). Sede di industrie cantieristiche, meccaniche, petrolchimiche, alimentari e tessili. È il maggior porto di esportazione della Turchia, mentre Istanbul è il maggior porto d'importazione.
Fra giugno e luglio, la città ospita un festival internazionale dell'arte e, all'inizio di ogni settembre, la fiera internazionale di Smyrna.
Una moderna linea di metropolitana percorre la città da sud-ovest a nord-est.
Smirne si era proposta per l'organizzazione dell'Expo 2015, non venendo selezionata. La città ha ripresentato la sua candidatura per l'Expo 2020, assegnato successivamente a Dubai.

## Geografia antropica

### Suddivisioni amministrative

I distretti centrali del comune metropolitano di Smirne.

Al comune metropolitano di Smirne appartengono i centri urbani dei seguenti distretti:
| - Aliağa - Balçova - Bayındır - Bayraklı - Bornova - Buca - Çiğli | - Foça - Gaziemir - Güzelbahçe - Karabağlar - Karşıyaka - Kemalpaşa - Konak | - Menderes - Menemen - Narlıdere - Seferihisar - Selçuk - Torbalı - Urla |

La città propria è costituita dai distretti, alcuni dei quali interamente urbani, di (in senso orario) Çiğli, Karşıyaka, Bayraklı, Bornova, Konak, Buča, Karabağlar, Gaziemir, Balçova, Narlıdere e Güzelbahçe.

## Amministrazione

### Gemellaggi
Smirne è gemellata con:
| - Tampa, Stati Uniti d'America - Samarcanda, Uzbekistan - Ancona, Italia - Baku, Azerbaigian - Mumbai, India - Seattle, Stati Uniti d'America | - Brema, Germania - Valona, Albania - Costanza, Romania - Famagosta, Cipro del Nord - Tel Aviv, Israele - Karachi, Pakistan - Long Beach, Stati Uniti d'America - Tientsin, Cina - Odense, Danimarca - Volgograd, Russia |

## Altre città correlate a Smirne
- Nea Smirni (Nuova Smirne), Grecia

## Galleria d'immagini

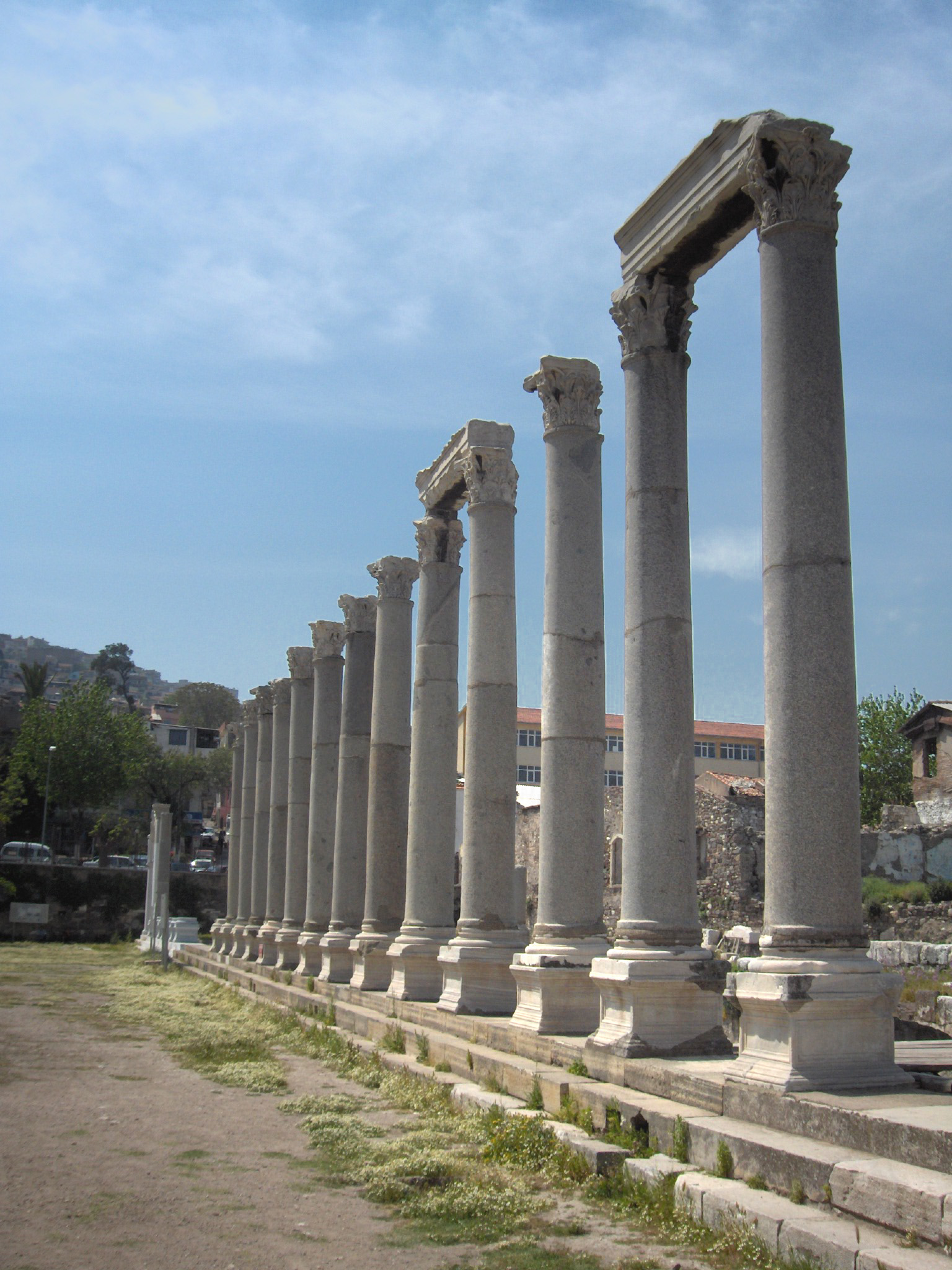
Agorà di Smirne.
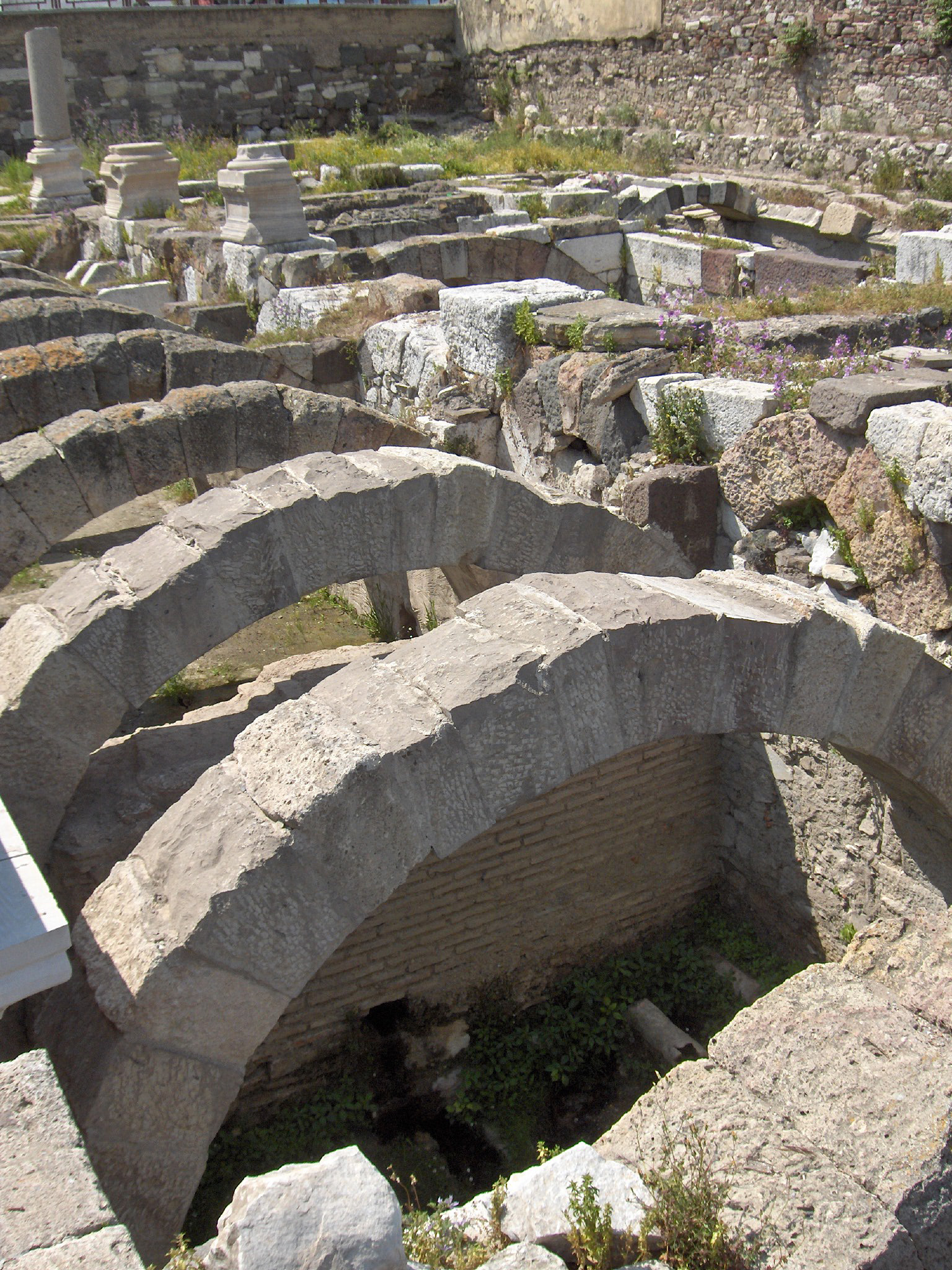
Agorà di Smirne.
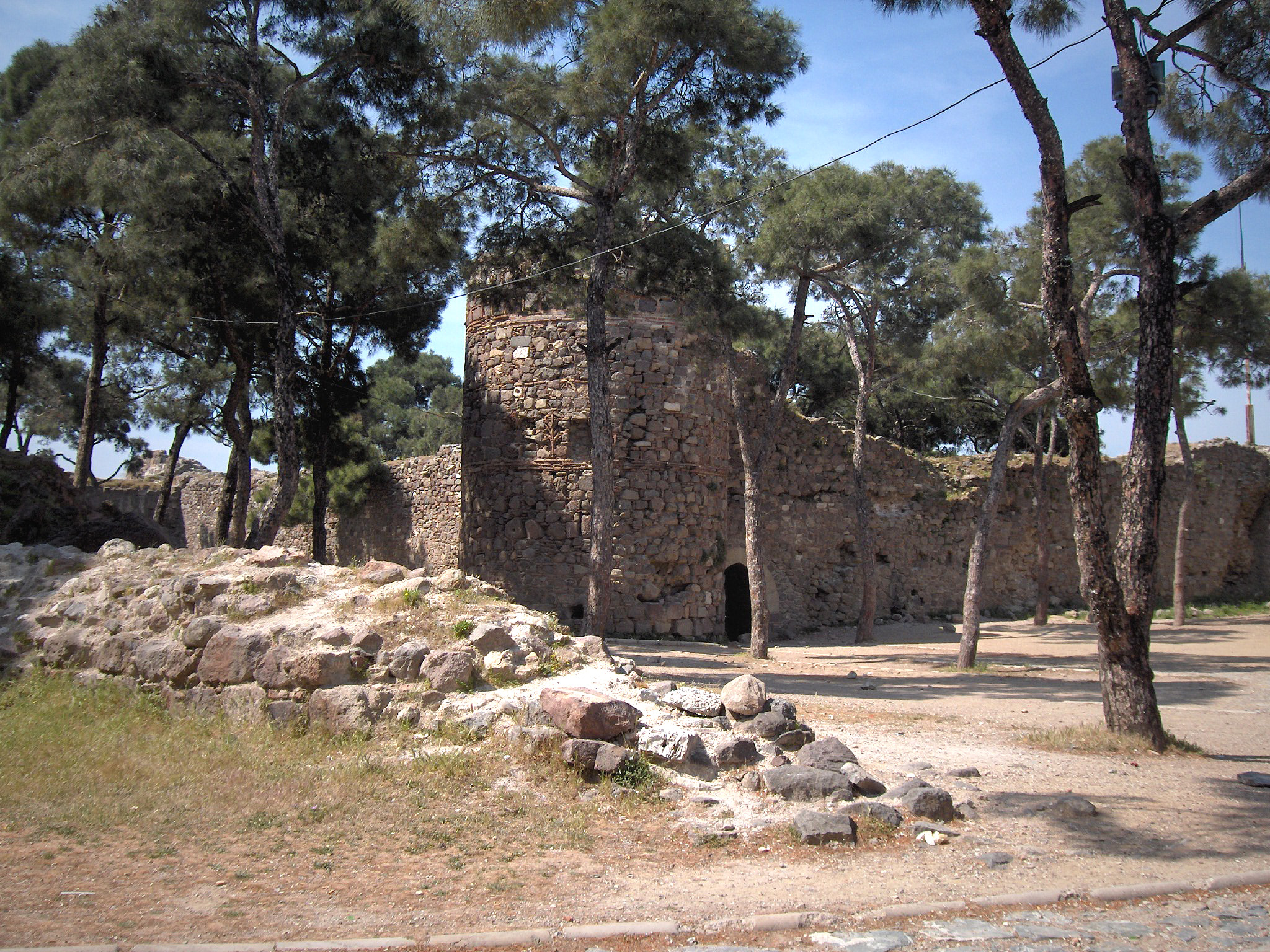
Fortezza di Kadifekale.
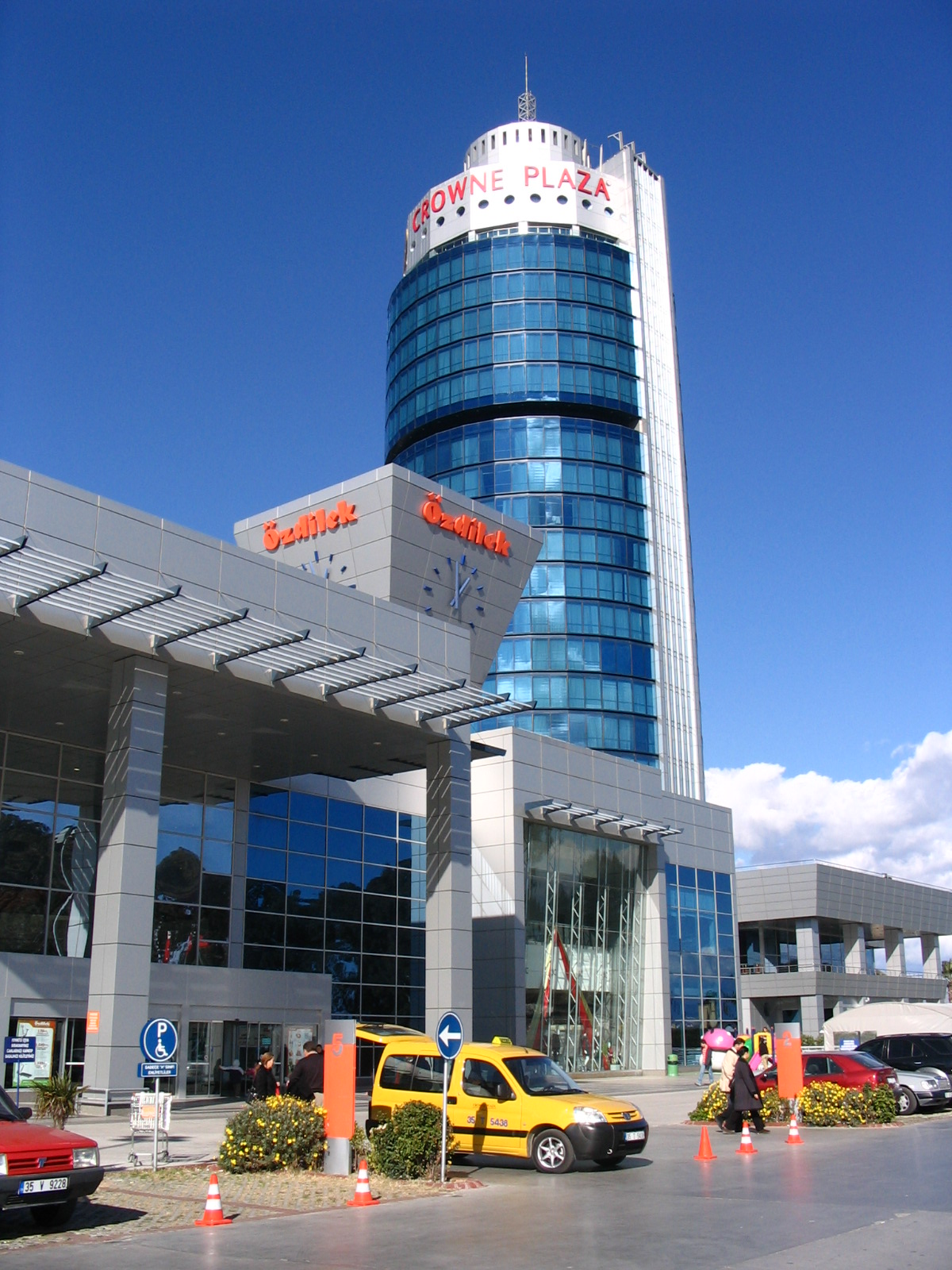
Crowne Plaza Hotel e centro commerciale Özdilek nel quartiere İnciraltı.
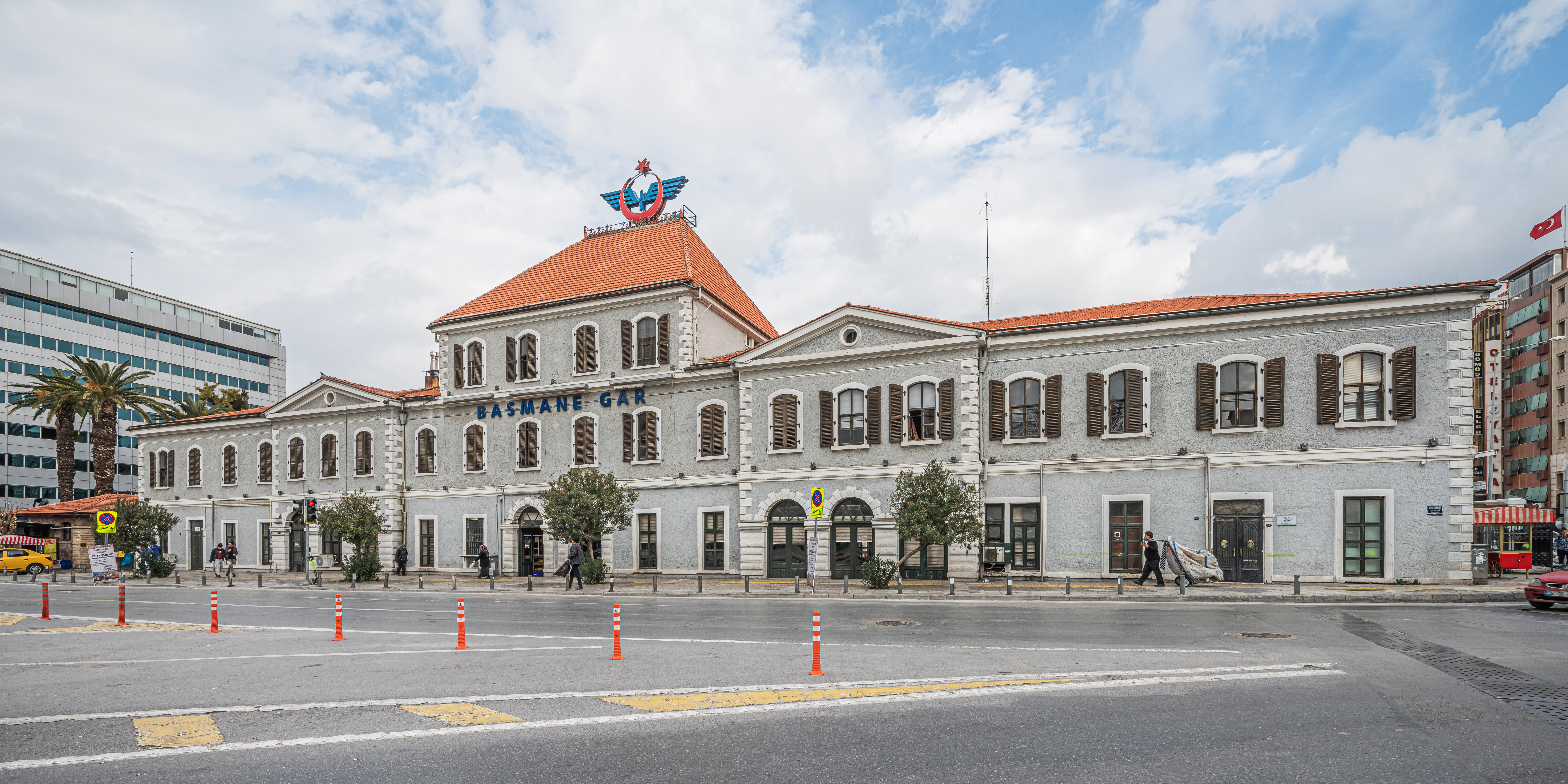
Stazione ferroviaria di Basmane, del XIX secolo.
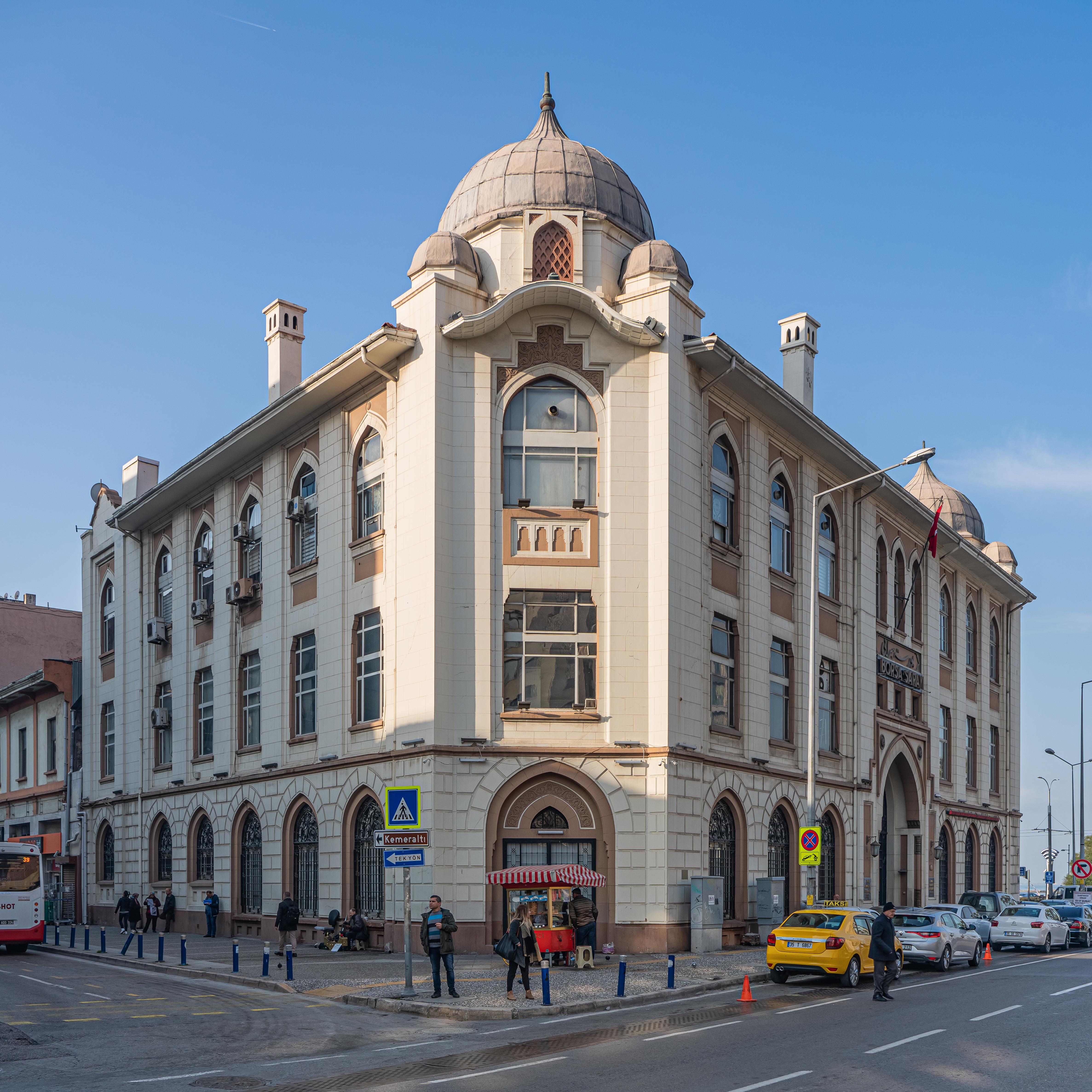
La Borsa di Smirne.
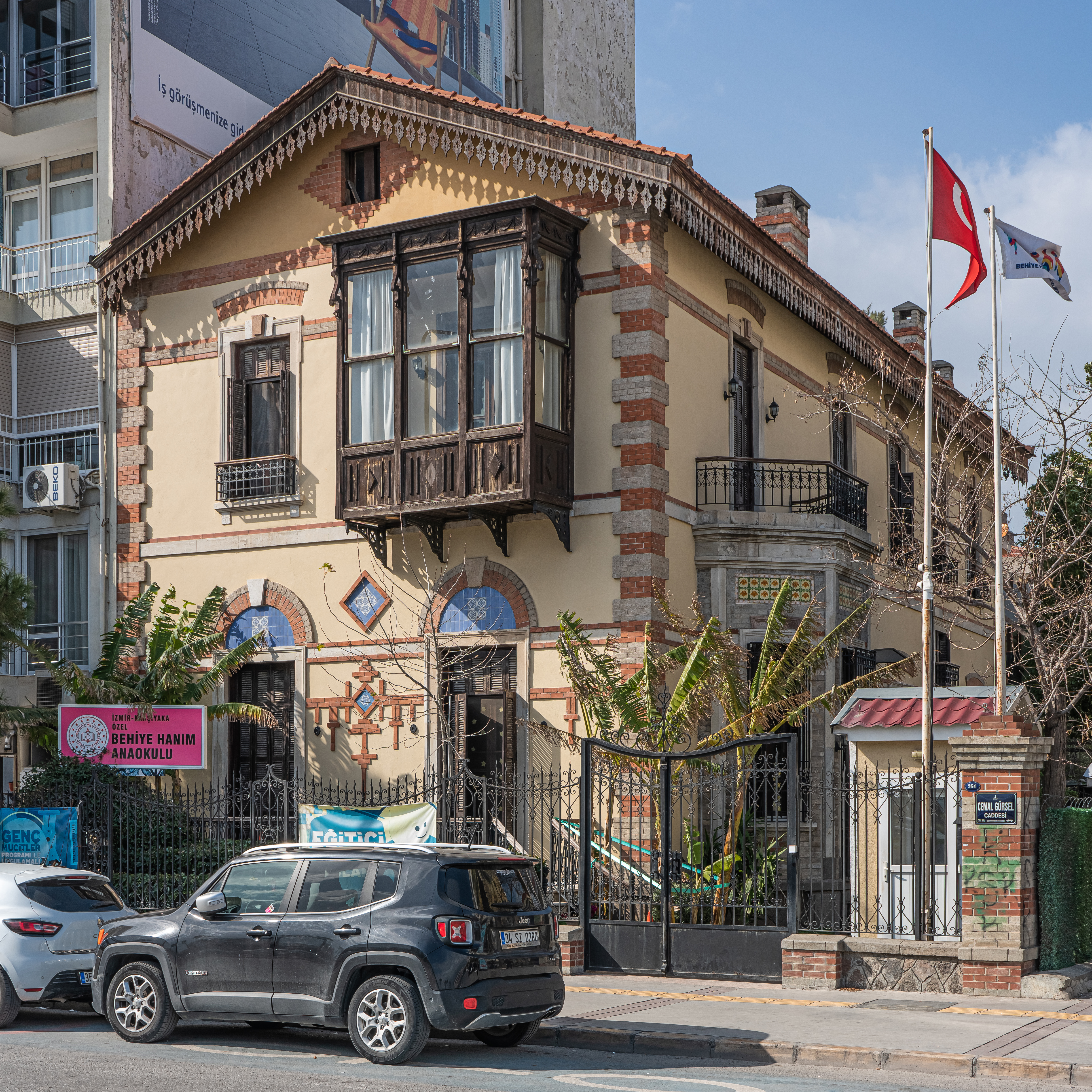
Il quartiere storico di Karşıyaka.
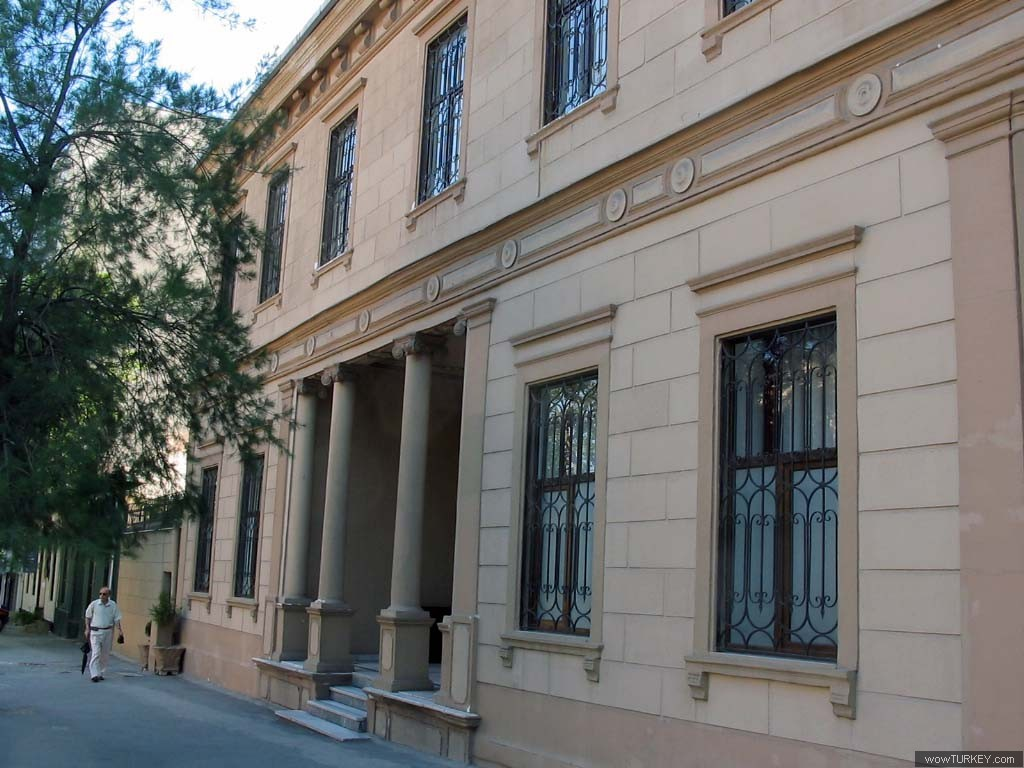
Il quartiere storico di Bornova.